# Союз пяти народов

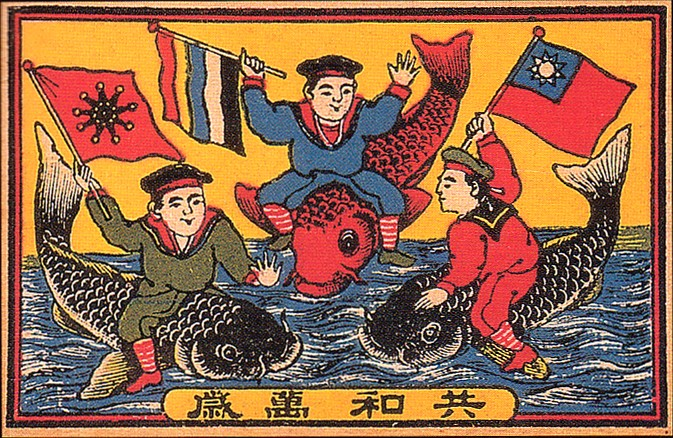
Изображение мальчиков, держащих в руках флаги Китая. Слева направо: флаг организации Тунмэнхой (ведущей силы Синьхайской революции), пятицветный флаг, флаг Гоминьдана. Подпись внизу: «Да здравствует республика!»

Союз пяти народов (кит. 五族共和, пиньинь wǔzú gōnghé) — один из основных принципов, на которых была основана Китайская Республика. Этот принцип подчеркивает гармонию между пятью основными этническими группами Китая, каждая из которых представлена в одной из пяти разноцветных полос флага догоминьдановской Китайской Республики. Ханьцев символизировал красный цвет, маньчжуров — жёлтый, монгольские народы — синий, китайских мусульман (хуэйцзу-дунган, уйгуров и т. д.) — белый и тибетцев — чёрный.

## История
Движущей силой Синьхайской революции был национализм ханьцев, стремившихся создать собственное национальное государство. Возник вопрос о том, как быть с народами, чьи страны входили в империю Цин наряду с Китаем. В дискуссиях победила точка зрения, по которой они должны быть включены в Китай. Для этого ханьские националисты приняли за основу концепцию «пяти рас в одном союзе», предполагавшую ассимиляцию этих народов ханьцами.
Пять групп примерно соответствовали пяти историческим частям Цинской империи, все из которых новое правительство хотело сохранить в единой стране: Застенный Китай, Маньчжурия, Внутренняя и Внешняя Монголия, Тибет и Синьцзян.
Флаг «Пяти Рас в Одном Союзе» утерял свой статус после успеха Северного похода и перехода власти от Бэйянского правительства к партии Гоминьдан во главе с Чан Кайши. Он ещё какое-то время использовался фэнтяньской кликой, контролировавшей Маньчжурию, но 29 декабря 1928 года её глава Чжан Сюэлян признал власть Гоминьдана и распорядился снять пятицветные флаги.
В 1932 году видоизмененный вариант флага был использован властями прояпонского марионеточного государства Маньчжоу-го, но полосы на флаге Маньчжоу-го получили иное значение: красный цвет символизировал японцев, синий — китайцев, белый — монголов, чёрный — корейцев и жёлтый — маньчжуров.

## Многонациональная символика в современных китайских государствах
В КНР официальным лозунгом национальной политики является «солидарность (сплоченность) национальностей» (民族团结, миньцзу туаньцзе), где имеются в виду официально признанные национальности (в настоящее время их 56), по которым классифицируется население КНР. Среди этих групп имеются как 5 групп, представленных в лозунге ранней Китайской Республики (хотя хуэй, то есть «мусульмане», теперь разбиты на более полутора десятка отдельных национальностей: хуэйцзу в современном смысле (дунгане), уйгуры, казахи, дунсяне) и пр.), так и десятки коренных народностей тропического и субтропического Китая, которые не нашли отражения в символике «Пяти рас».
В современной Китайской Республике, которая контролирует лишь Тайвань и ряд небольших островов, лозунг «Пяти рас» также вышел из употребления, за отсутствием на острове сколько-нибудь значительного числа тибетцев, монголов или маньчжуров, и малого числа мусульман. Вместо этого на современном Тайване часто говорят о «четырёх народах» — аборигенах Тайваня, хокло, хакка и переселенцах на Тайвань с материка (в 1946—1949 гг.). «Взаимопомощь четырёх равных народов» упоминается, например, в популярной среди сторонников независимости Тайваня песне «Тайвань зелёный».

## Галерея

Военная эмблема Китайской Республики
Эмблема ВВС Китайской Республики
Флаг Китайской империи (1915–1916)
Флаг Китайской империи (1915–1916; 2-й вариант)
Флаг Фэнтяньской клики
Флаг Маньчжоу-го
Флаг Реформированного правительства Китайской Республики